# Magix Music Maker
Magix Music Maker – program komputerowy do tworzenia muzyki firmy Magix, przeznaczony dla użytkowników domowych umożliwiający komponowanie, edycję, miksowanie i nagrywanie własnych utworów muzycznych na płytach CD/DVD. Najnowsza wersja zawiera 16 wirtualnych instrumentów i daje możliwość nagrywania na 64 kanałach audio jednocześnie. Dźwięki można wzbogacać bazą 45 profesjonalnych efektów. Program umożliwia przetwarzanie głosu kobiecego na męski i odwrotnie, oraz tworzenie czterogłosowego chóru.
Magix Music Maker posiada konsolę do miksowania, narzędzia pozwalające dodawać do ścieżek różnego rodzaju wtyczki VST, program umożliwia również nagrywanie i samplowanie.
W nowej wersji dostępnych jest ponad 4500 gotowych dźwięków, dodano nowe instrumenty oraz efekty dźwiękowe, a wszelkie problemy związane z użytkowaniem programu można rozwiązywać poprzez chat on-line.
Program jest sukcesywnie uaktualniany i modyfikowany.

## Wydane wersje
1. MAGIX Music Maker 1.0 (1994)
2. MAGIX Music Maker 2.0 (1995)
3. MAGIX Music Maker 3.0 (1997)
4. MAGIX Music Maker V2000 (1999)
5. MAGIX Music Maker 5 Generation (2000)
6. MAGIX Music Maker 6 Generation (2001)
7. MAGIX Music Maker 7 (2002)
8. MAGIX Music Maker 2003
9. MAGIX Music Maker 2004
10. MAGIX Music Maker 10
11. MAGIX Music Maker 11
12. MAGIX Music Maker 12 Silver
13. MAGIX Music Maker 14
14. MAGIX Music Maker 15
15. MAGIX Music Maker 16
16. MAGIX Music Maker 17
17. MAGIX Music Maker 18
18. MAGIX Music Maker 2013
19. MAGIX Music Maker 2014
20. MAGIX Music Maker 2015
21. MAGIX Music Maker 2016
22. MAGIX Music Maker 2017
23. MAGIX Music Maker 2018
24. MAGIX Music Maker 2019
25. MAGIX Music Maker 2020
26. MAGIX Music Maker 2021
27. MAGIX Music Maker 2022
28. MAGIX Music Maker 2023
29. MAGIX Music Maker 2024
30. MAGIX Music Maker 2025
31. MAGIX Music Maker 2026

## Rozszerzenia
Do 2016 roku MAGIX wydawał rozszerzenia na CD i DVD do programu MAGIX Music Maker. Nosiły one nazwę MAGIX Soundpool Collection. Ostatni był oznaczony numerem 21. Od maja 2018 roku wszystkie nowe próbki, wirtualne instrumenty i inne dodatki do programu są dostępne na stronie www.producerplanet.com. Znajduje się tam również dział Community, w którym użytkownicy programu mogą wrzucać swoje utwory stworzone w programie MAGIX Music Maker. Co tydzień pojawiają się tam nowe dodatki i dźwięki, które użytkownicy mogą zakupić. Są one również dostępne w zakładce MAGIX Store znajdującej się w menu programu.